# 岩手県交通都南営業所

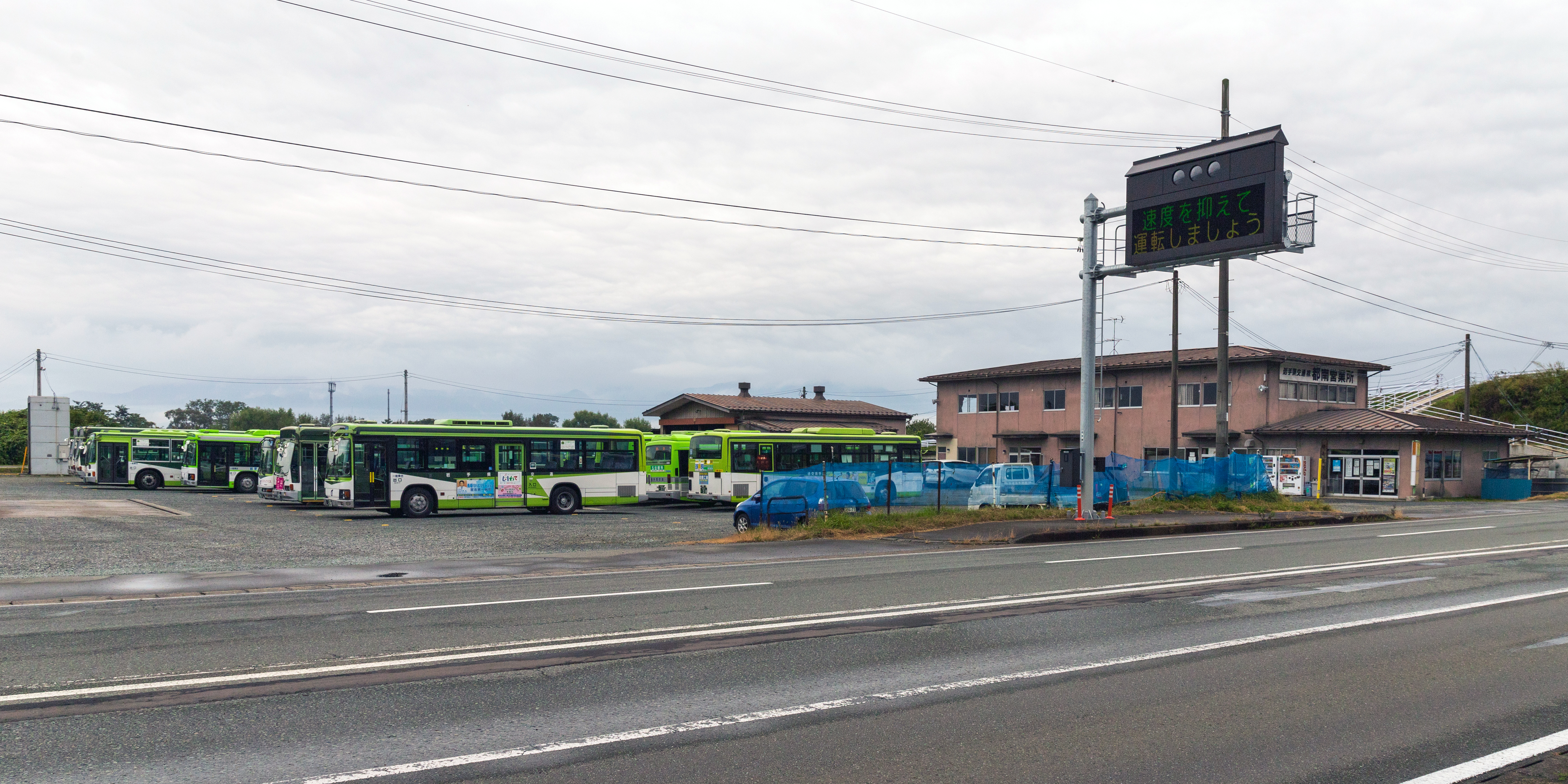
営業所外観

岩手県交通都南営業所（いわてけんこうつうとなんえいぎょうしょ）は、岩手県盛岡市にある岩手県交通の営業所である。盛岡市・矢巾町をエリアとする路線を所管している。

## 所在地
岩手県盛岡市手代森7地割40-14

## 沿革
- 1986年 - 河南営業所の機能移転により、河南営業所都南車庫が昇格する形で設立。
- 2008年5月 - 施設名称の変更に伴い、最寄停留所の名称を「都南営業所」に変更。
- 2012年4月 - 昼行高速バスを矢巾営業所へ移管。
- 2023年4月 - 当営業所管内において地域連携ICカード「Iwate Green Pass」を導入。

## 所管路線

### 昼行高速バス
2012年4月に運行業務が矢巾営業所へ移管された。「アーバン号」の宮城交通担当便も移管から当分の間は当所で折返し待機を行っていたが、同年9月より矢巾営業所での待機に変更されている。現在は、千厩 - 盛岡線のみ、岩手県内の高速路線バスが当所で折返し待機を行っている。

### 一般路線バス

#### 循環バス
- 盛岡都心循環バス「でんでんむし」左回り線

#### 中央線
- 401 盛岡駅 - 映画館通り - 盛岡バスセンター - 茶畑公園 - たたら山 - 簗川支所前 - 都南営業所
- 402 盛岡駅 - 映画館通り - 盛岡バスセンター - 茶畑公園 - たたら山 - 中央工業団地
- 403 盛岡駅 - 映画館通り - 盛岡バスセンター - 茶畑公園 - たたら山 - 中央工業団地 - 動物公園
  - 403系統は12月1日から3月中旬まで冬期間、動物公園への乗り入れをせず、中央工業団地止まり（402系統）となる。

#### 長岡線
- 404 盛岡駅 - 盛岡バスセンター - 八幡宮 - 都南営業所
- 手代森ニュータウン南口 → 都南営業所 → 八幡宮 → 盛岡バスセンター
  - 紫波営業所所管便は、長岡支所・日詰駅前から、上記の経路に乗り入れる（611・612系統）。
  - 手代森ニュータウン南口始発便は朝のみ運行。2024年4月1より土・日・休日運休となる[1]。

#### 新庄線
- 405 盛岡駅 - 大通三丁目 - 盛岡バスセンター - 附属中学校前 - つつじヶ丘団地
  - 2024年4月1日より「二高前」停留所停車開始[1]。

#### 岩山定期観光線

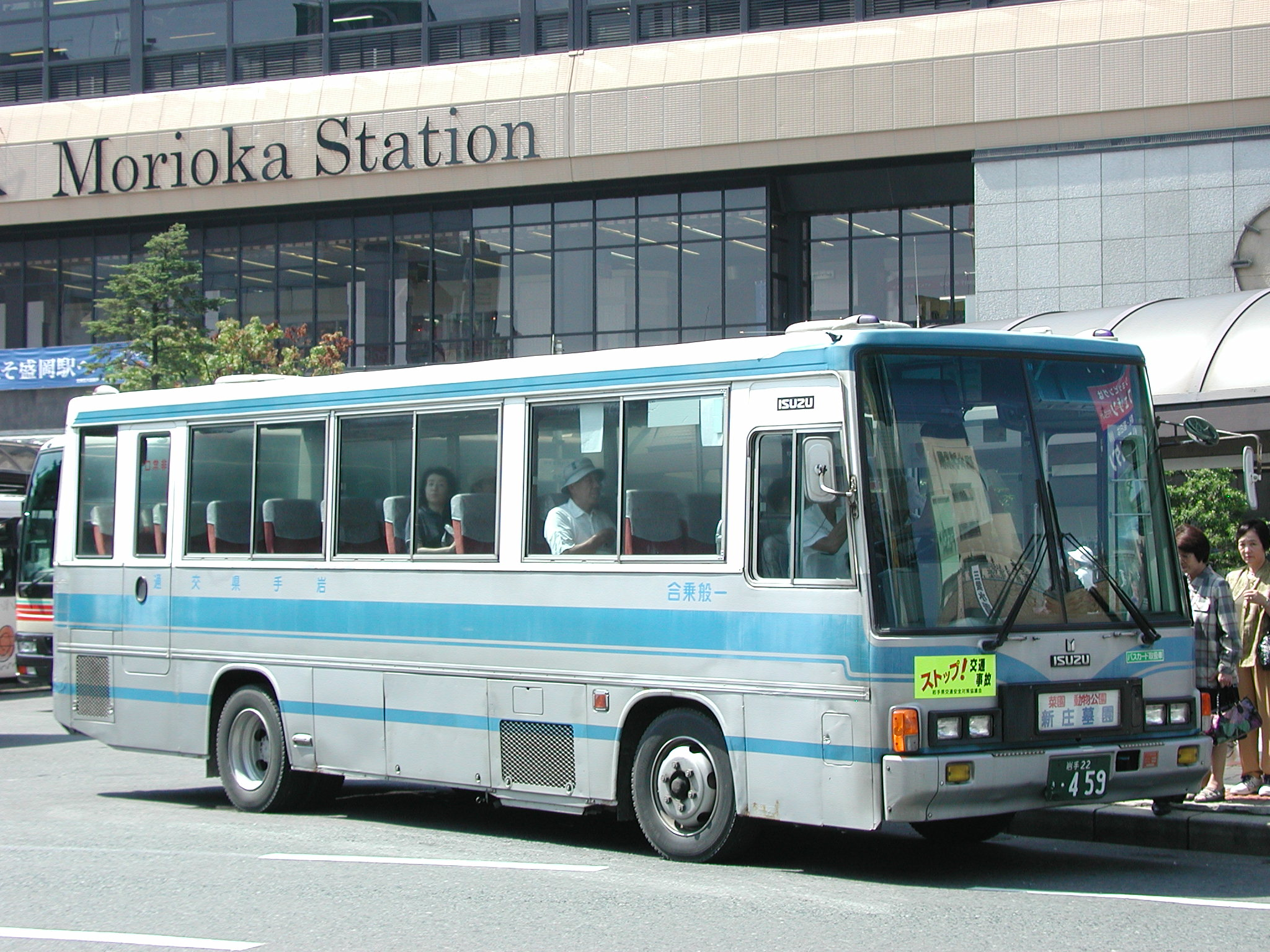
岩山定期観光線（冬期間は運行されない）

- 406 盛岡駅 - 菜園川徳前 - 盛岡バスセンター - 附属中学校 - 動物公園 - 新庄墓園
  - 土・日・休日運行。春・秋の彼岸期間中及びお盆期間中は毎日運行。冬期間は運休。

#### ふれあいランド経由川久保線
- 407 盛岡駅 - 盛岡バスセンター - 川久保 - ふれあいランド岩手 - 日赤前 - 都南営業所

#### 太田線
- 409 盛岡バスセンター - 盛岡駅 - 下川原 - 中太田 - 農協太田前 - 市立高校
  - 紫波営業所と共管。
  - 2023年4月1日の運行より市立高校休校日運休便を新設[2]。
  - 2024年4月1日の運行より盛岡バスセンター発最終便の終点が農協太田前となる[1]。

#### 日赤経由川久保線
- 412 盛岡駅 - 盛岡バスセンター - 川久保 - 日赤前 - 都南営業所 - 手代森ニュータウン南口

#### 都南盛南線
- 421 盛岡駅 - 盛南大橋南 - イオンモール盛岡南 - ゆいとぴあ中央 - 盛岡南病院 - 日赤前 - 都南営業所
  - 土・日・休日のみ運行。

#### 中央循環線
- 422 盛岡駅 → 大通三丁目 → 盛岡バスセンター → 八幡宮 → 中野一丁目 → 茶畑十文字 → 盛岡バスセンター → 大通三丁目 → 盛岡駅

#### 孝仁病院線
- 423 中野一丁目 - 茶畑十文字 - 山王下 - 盛岡バスセンター - 盛岡駅 - 城西町 - 下川原 - 孝仁病院
  - 日・休日運休。

#### 手代森・イオンモール盛岡南線
- 424 手代森ニュータウン南口 - 都南営業所 - 附属特別支援学校前 - 仙北中学校前 - 向中野台太郎 - イオンモール盛岡南 - 盛南大橋南 - 盛岡駅

#### 都南・イオンモール盛岡南線
- 425 都南営業所 - 川久保 - 小鷹橋 - イオンモール盛岡南 - 盛岡駅
  - 2024年4月1より土・日・休日運休となる[1]。

#### 本宮線
- 530 盛岡駅 → 泉屋敷 → もといち泉公園 → イオンモール盛岡南 → もといち泉公園 → 原敬記念館前 → 盛岡市立病院入口 → 大宮神社前 → 飯岡十文字
  - 2023年4月1日 - 運行開始。
  - 平日のみ運行。
  - 盛岡バスセンター経由は矢巾営業所が担当。

#### 津志田線
- 飯岡駅前 - 津志田近隣公園 - 川久保 - 仙北町 - 盛岡バスセンター - 盛岡駅
  - 2022年10月 - 都南バスターミナル閉鎖に伴い、起終点を飯岡駅前に変更したうえで、運行開始。
  - 平日のみ運行。

#### 川久保線
- 508 盛岡駅 - 盛岡バスセンター - 川久保 - 三本柳 - 都南総合支所
  - 2024年4月1日 - 矢巾営業所から移管[3]。平日のみ運行となる[1]。
  - 507 : 流通センター経由は矢巾営業所が担当。

#### 飯岡駅・工業高校線
- 飯岡駅西口 → 盛岡南公園 → 中央市場南口 → 盛岡工業高校前
  - 2022年10月の都南バスターミナル閉鎖に伴い、起終点を飯岡駅前に変更したうえで、運行開始。
  - 2022年12月7日 - 起終点を飯岡駅西口に変更。
  - 平日のみ運行。盛岡工業高校前始発は矢巾営業所が担当。
  - 2023年12月の運行より、盛岡工業高校休校日も運休対象に加わる[4]。

#### 盛南ループ
- 219：共管先の「岩手県交通紫波営業所#盛南ループ」を参照。
  - 矢巾営業所・紫波営業所と共管。
  - 2023年10月1日の運賃改定より、上限額が200円から250円へ引き上げられた[5]。

#### ゆいとぴあ東線
- 517 盛岡駅 → 盛南大橋南 → 盛商前 → 向中野 → 盛岡スコーレ高校前 → 向中野五丁目 → よぼういがく協会
- 527 盛岡駅 - 盛南大橋南 - 盛商前 - 向中野 - 向中野四丁目 - 向中野五丁目 - よぼういがく協会
- 528 盛岡バスセンター（ななっく前） - 盛岡駅 - 盛南大橋南 - 盛商前 - 向中野 - 向中野四丁目 - 向中野五丁目 - よぼういがく協会
  - 2014年4月から経路変更をし、よぼういがく協会まで路線が延長された。同時に循環運用ではなくなった。
  - 527系統と528系統は2022年2月に再度経路変更。
  - 矢巾営業所（527・528）・紫波営業所（527）と共管。
  - 528系統は朝夕のみの運行。

## 移管路線

### 盛南ループ『200』
- 218：盛岡駅 → 菜園川徳前 → 盛岡バスセンター → 西仙北町 → 盛商前 → 原敬記念館前 → 盛岡市立病院 → 県立美術館前 → 総合アリーナ前 → 下川原 → 城西町 → 盛岡駅
  - 2023年4月1日改正に伴う減便により、矢巾営業所・紫波営業所に移管。

## 撤退路線

### 早坂高原線
- 盛岡駅 - 三田貝 - 龍泉洞前
  - 1967年8月1日 - 権現 - 大通二丁目間64.8 km延伸し早坂高原線と改称、国鉄バス（現ジェイアールバス東北）と岩手中央バス（当時）の2社で運行開始。
  - 1972年2月6日 - 国鉄自動車路線名称の一部改正により早坂高原本線に改称。上岩泉 - 岩泉駅前間の支線開業および停車場改称ならびに廃止。
  - 1974年11月22日 - 大通二丁目・金刀比羅前間を廃止。起点を盛岡に変更し盛岡 - 大通三丁目 - 金刀比羅前間開業。
  - 2004年4月1日より、JRバス東北の単独運行になる。

## 廃止路線
盛岡南部都心循環線
- 盛岡駅 → 南昌荘入口 → 盛岡バスセンター → 八幡宮 → 盛岡劇場 → 下の橋町 → 盛岡駅

太田線
- 408：盛岡バスセンター - 盛岡駅 - 下川原 - 上えぞ森 - 保養センター
- 410：保養センター - 上えぞ森 - 下川原 - 盛岡駅 - 盛岡バスセンター - 川久保 - 日赤前 - 都南営業所 - 手代森ニュータウン南口

太田本宮線
- 411 盛岡バスセンター - 西仙北一丁目 - 盛商前 - 飯岡十文字 - 上えぞ森 - 中太田 - 下川原 - 盛岡駅 - 盛岡バスセンター
  - 紫波営業所と共管だった。
  - 2022年4月長期運休[6]。
  - 2023年4月廃止[7]。

日赤経由川久保線
- 413：盛岡駅 - 盛岡バスセンター - 川久保 - 日赤前 - 都南営業所

日赤経由みたけ線
- 414 岩手牧場 - 城北小学校 - 県営体育館前 - 厨川中学校前 - 前九年三丁目 - 館坂橋 - 盛岡駅 - 盛岡バスセンター - 川久保 - 日赤前 - 都南営業所
  - 平日のみ運行。
  - 2022年4月長期運休[6]。
  - 2023年4月廃止[7]。

下厨川線
- 415：岩手牧場 - 上堂 - 盛岡駅 - 盛岡バスセンター
  - 運行当時は紫波営業所と共管。紫波営業所分も含めて廃止。

簗川線
- 416 盛岡駅 - 大通三丁目 - 盛岡バスセンター - 山王下 - 茶畑公園 - 簗川支所前 - 川目 - 宇曽沢
  - 2013年6月17日 - 発着地を簗川局前から宇曽沢に変更（路線短縮）。
  - 2022年4月長期運休[6]。
  - 2023年4月廃止[7]。

大ヶ生線
- 417：上大ヶ生 - 乙部 - 手代森ニュータウン - 盛岡バスセンター

盛岡競馬場線
- 418：盛岡競馬場 - 川目 - 盛岡バスセンター - 盛岡駅
- 419：盛岡競馬場 - 八木田 - 盛岡バスセンター - 盛岡駅

乙部線
- 421：盛岡駅 - 盛岡バスセンター - 仙北町駅西口 - 日赤前 - 都南の園 - 手代森ニュータウン南口 - 乙部
- 420 盛岡駅 - 盛岡バスセンター - 川久保 - 日赤前 - 都南営業所 - 手代森ニュータウン南口 - 乙部
  - 平日のみ運行。
  - 2024年4月1日廃止[1]。

滝沢土渕線
- 317：滝沢市役所 - 土渕 - イオン盛岡SC - 盛岡駅 - 盛岡バスセンター
  - 滝沢営業所と共管。現在は滝沢営業所分も含めて廃止されている。なお、2003年10月5日以前の土渕止まりであった当時は、松園営業所と共管。

都南ゾーンバス基幹系統
- Aルート（都南バスターミナル - 津志田近隣公園 - 川久保 - 仙北町 - 盛岡バスセンター - 盛岡駅）
  - 矢巾営業所と共管。
- Cルート（都南バスターミナル → 津志田近隣公園 → 川久保 → 盛商前 → 盛南大橋 → 盛岡駅）
  - 平日のみ運行。また、2019年2月1日の改正にともない、片道のみの運行だった。
  - 2022年9月廃止。

都南ゾーンバス支線系統
- 手代森、乙部コース（都南バスターミナル - 都南総合支所 - 日赤 - 都南営業所 - 手代森ニュータウン南口 - 乙部）
- 湯沢団地コース（都南バスターミナル - 東永井 - 盛岡友愛病院前 - 上湯沢 - 湯沢団地南口）
- 盛岡工業コース（都南バスターミナル → 盛岡南公園 → 中央市場南口 → 盛岡工業高校前）
  - 盛岡工業高校前始発は矢巾営業所が担当だった。
    - いずれのコースも平日のみ運行だった。

  - 2022年9月廃止。

手代森・矢巾駅線
- 都南営業所 → 手代森ニュータウン南口 → 医大矢巾キャンパス → 矢幅郵便局 → 矢幅駅 → 矢巾町役場
  - 平日のみ運行。当初は都南バスターミナルまでの運行だったが、都南営業所始発に短縮された。2016年10月1日から不来方高校経由から矢幅郵便局経由に変更。
  - 2019年9月24日に廃止[8]。

新庄循環線
- 盛岡駅 → 菜園川徳前 → 盛岡バスセンター → つつじヶ丘団地 → つつじヶ丘幼児公園西 → つつじヶ丘団地 → 盛岡バスセンター → 菜園川徳前 → 盛岡駅
  - 平日のみ運行。405系統との違いは、菜園通り経由・つつじヶ丘団地内を循環することであった。
  - 2022年4月長期運休[6]。
  - 2023年4月廃止[7]。

ゆいとぴあ東線
- 518 盛岡バスセンター（ななっく前） - 盛岡駅 - 盛南大橋南 - 盛商前 - 向中野 - 盛岡スコーレ高校前 - 向中野五丁目 - よぼういがく協会

都南BT・イオンモール盛岡南線
- 521 盛岡バスセンター - 啄木新婚の家口 - 盛岡駅西口 - 杜の道北 - イオンモール盛岡南 - 西仙北町 - 川久保 - 都南バスターミナル
  - 土・日・休日のみ運行。紫波営業所と共管だった。

矢巾深夜線
- 盛岡駅（東口14番のりば）→ 大通三丁目 → 盛岡バスセンター（ななっく向）→ 川久保 → 北高田 → 矢巾口 → 北銀矢巾支店前 → 矢幅駅前
  - 北銀矢巾支店前→矢幅駅前間は降車専用区間。同一ルートである北高田線とは異なり、医大矢巾キャンパスでの降車扱いは行わない。
  - 2017年10月16日より終点を紫波中央駅前から矢幅駅前に変更したと同時に、運行経路も菜園川徳前経由から北高田線と同一経路に変更。
  - 2020年4月27日長期運休[9]。
  - 2024年4月1日廃止[1]。